# Hylocryptus
Hylocryptus là một chi chim trong họ Furnariidae.